# اقتصاديات محطات توليد الكهرباء بالطاقة النووية

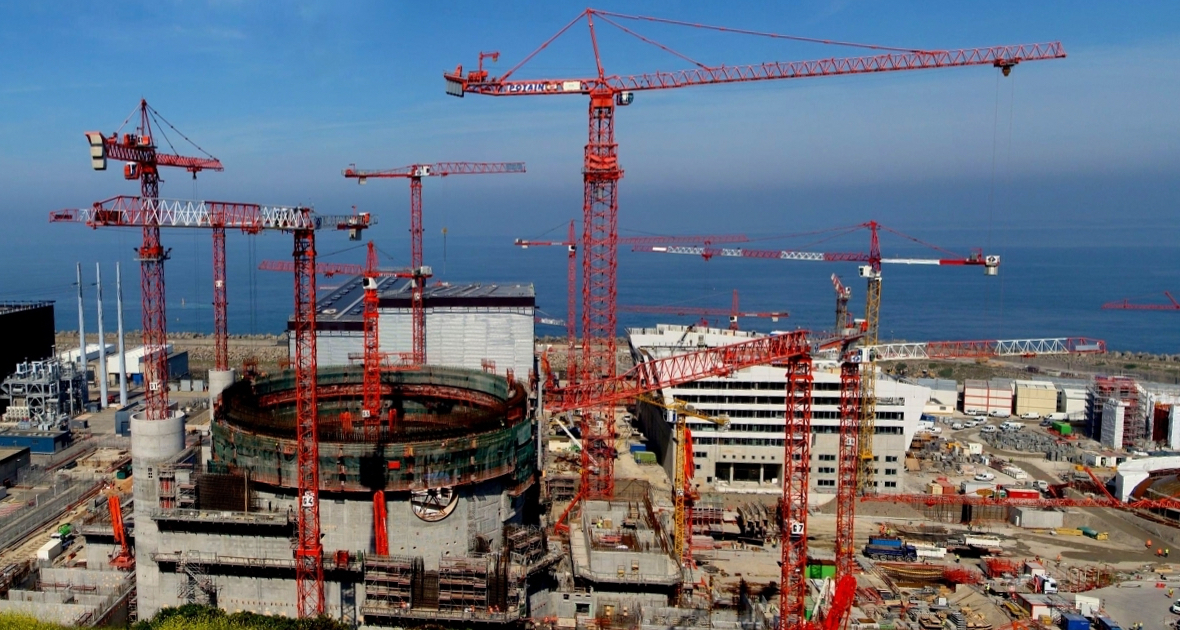
أعلنت شركة كهرباء فرنسا EDF أن مشروع فلامانفيل الثالث (الظاهر بالصورة) سيتم تأجيله إلى عام 2018 لأسباب اقتصادية وهيكلية.

الكلفة التأسيسية لإنشاء محطات توليد الكهرباء بالطاقة النووية عالية عند بناء أول بضع محطات، تقل الكلفة بعد ذلك لكل محطة جديدة تُبنى إذ تنشأ سلاسل توريد وتتحسن الإجراءات التنظيمية. تشكل كلفة الوقود والكلفة التشغيلية وكلفة الصيانة جزءاً ضئيلاَ من الكلفة الإجمالية. تسمح الإنتاجية المرتفعة وطول زمن خدمة (أو عُمر) المحطات النووية بتوفير تمويل كافٍ لتفكيك المفاعلات النووية عند انتهاء صلاحيتها بالإضافة إلى تخزين المخلفات النووية وإدارتها، دون أثرٍ يُذكر على سعر واحدة الكهرباء المولَّدة. يضاف إلى ذلك بأن الإجراءات المتخذة لحماية المناخ كضريبة الكربون وأنظمة التجارة بانبعاثات الكربون تجعل الطاقة النووية خياراً أفضل من طاقة الوقود الأحفوري.
تختلف كلفة إنشاء محطات نووية بشكل كبير بين الدول المختلفة وعبر الأزمنة المختلفة. حدثت قفزات كبيرة وسريعة في الكلفة في السبعينيات، خاصةً في الولايات المتحدة. ادعت دراسة واحدة بأن هذه الزيادات كانت خاصة بالولايات المتحدة. لكن هذه الدراسة انتُقدت لكونها انتقائية في اختيار المعطيات ومنحازة في تقديم التفسيرات. لم يكن هناك أي تدشين لبناء مفاعل في الولايات المتحدة بين عامي 1979 و 2012، ومنذ ذلك الحين أفلست مشاريع إنشاء مفاعلات جديدة أكثر من تلك التي اكتملت. كانت منحنيات الكلة في بلدان كاليابان وكوريا في الفترة الأخيرة مختلفة كثيراً عن الولايات المتحدة، بما في ذلك فترات الاستقرار وانخفاض الكلفة.
أدى تباطؤ ازدياد الطلب على الكهرباء في البلدان الأكثر تطوراً اقتصادياً في السنوات الأخيرة إلى صعوبة الاستثمار في بنىً تحتية طاقية كبرى (أي محطات الطاقة التي تولد استطاعات كبيرة). الكلفة التأسيسية المرتفعة جداً ودورات المشاريع الطويلة تحمل معها مخاطرات كبيرة، تتضمن صنع القرار السياسي وقرارات التقنين. ينازع عددٌ من المشاريع الراسخة لإيجاد التمويل في أوروبّا الشرقية وخاصة محطة بيلين في بلغاريا والمفاعلات الإضافية في محطة سيرنافودا في رومانيا، وقد سحب بعض الداعمين المحتملين أيديهم. يفرض تواجد الغاز الطبيعي الرخيص والمتوفر بشكل مستقر للمستقبل في بعض الأماكن تحديات كبرى أمام مشاريع الطاقة النظيفة. قال جون رو المدير التنفيذي السابق لإكسيلون عام 2012 إن الاستثمار في محطات نووية جديدة في الولايات المتحدة «غير منطقي في الوقت الراهن» ولن يكون مجدياً اقتصادياً طالما بقيت أسعار الغاز الطبيعي منخفضة.
انخفضت تكاليف الاستثمار في المحطات النووية الجديدة في الصين حديثاً إلى ما دون 2000 دولار/كيلوواط في عام 2016، مع استمرار الصين في تسريع برنامجها الحديث للبناء بعد فترة توقف عقبت كارثة فوكوشيما. لهذا كله، تعتمد المقارنة مع بقية أشكال إنتاج الطاقة بشكل كبير على التوقعات الخاصة بمقدار الزمن اللازم للبناء وكمية رأس المال المخصص لتمويل المحطات النووية.
تحليل اقتصادية الطاقة النووية يجب أن يأخذ بعين الاعتبار من يتحمل مخاطر التقلبات المستقبلية. حتى اليوم، كل محطات الطاقة النووية العاملة أُنشئت من قبل مؤسسات كهرباء احتكارية من القطاع العام (مؤممة) أو المشترك (منظمة من قبل الدولة) إذ تكون معظم المخاطر المتعلقة بالتغيرات السياسية والتقنين يحتملها المستهلكون بدلاً من موفري الخدمات. حررت العديد من الدول سوق الكهرباء فتحولت هذه المخاطر، بالإضافة إلى مخاطر ظهور بديل منافس أرخص آتٍ من قطاع مصادر الطاقة البديلة قبل استرداد قيمة رأس المال، إلى عاتق مشغلي وموردي المحطة بدلاً من المستهلكين، ما ينتج عنه تقييم مختلف كثيراً لخطر الاستثمار في محطات نووية جديدة.
حدث لاثنين من بين أربع مفاعلات  نووية أوروبية عاملة على الماء المضغوط قيد الإنشاء (محطة أولكيلوتو النووية في فنلندا وفلامانفيل في فرنسا)، وهي -أي المفاعلات النووية العاملة على الماء المضغوط- أحدث المنشآت الجديدة في أوروبا، أن تخلفا كثيراً عن جدول المواعيد المفترض لهما، بالإضافة لتجاوزهما بشكل كبير ومؤثر للكلفة المحددة لهما. من المرجح أن ترتفع أسعار بعض أنواع المحطات النووية العاملة حالياً والمستحدثة عقب كارثة فوكوشيما داييتشي النووية 2011، نظراً للشروط الجديدة على إدارة الوقود النووي المستعمل في المنشأة وزيادة التحديات الناجمة عن المتطلبات التصميمية المرتفعة.

## نظرة عامة
رغم الهبوط المتسارع في أسعار إنشاء المحطات الجديدة في الصين، مقارباً 1500 دولار/كيلواط (أي تقريباً خُمس كلفة بعض المحطات النووية التي تبنى حالياً في أوروبا) يستمر جون كويغين، بروفيسور في الاقتصاد، بالتأكيد على أن المشكلة الرئيسية في الخيار النووي تكمن في كونه غير مجدٍ اقتصادياً. بدوره، يتحدى إيان لوي، بروفيسور في العلوم والتكنولوجيا، اقتصادية الطاقة النووية. لكن مؤيدي الطاقة النووية يستمرون في الإشارة إلى النجاح التاريخي للطاقة النووية في العالم، ويطالبون ببناء مفاعلات جديدة في بلدانهم، بما في ذلك مقترحات حديثة غير مروج لها تجارياً لتصاميم جديدة للمحطات النووية، كمصدر جديد للطاقة. يشير مؤيدو الطاقة النووية أيضاً إلى تبني لجنة الدولية للتغيرات المناخية للتكنولوجيا النووية كمصدر طاقة منخفض نسبة الكربون ناضج تكنولوجياً يجب تقريباً مضاعفة استخدامه بأربعة أضعاف ليساهم في حل مشكلة انبعاثات غازات الدفيئة المرتفعة.
تعيد مراجعات مستقلة تكرار مقولة أن محطات الطاقة النووية باهظة الثمن بالضرورة، وغالبا ما تصدر مجموعات مناهضة للطاقة النووية تقارير تشير إلى ارتفاع كلفة المحطات النووية إلى حد غير مسموح.
كانت تكاليف توليد الطاقة النووية في أونتاريو، كندا عام 2012 قد وصلت إلى 5.9 سنت لكل كيلوواط ساعي مقابل 4.3 سنت لكل كيلوواط ساعي في حالة الكهرباء المولدة من مصادر مائية (طاقة هيدروإلكتريكية أو كهرمائية) ما يعني انخفاضاً عن كلفة النووية بمقدار 1.6 سنت لكل كيلوواط ساعي. بحلول شهر سبتمبر 2015، كانت كلفة توليد الطاقة من مصادر شمسية في الولايات المتحدة قد انخفضت عن كلفة التوليد من مصادر نووية بمتوسط تكلفة قدره 5 سنتاً لكل كيلوواط ساعي. استمرت أسعار الطاقة الشمسية في الانخفاض، وبحلول فبراير 2016 أقرت مدينة بالو ألتو، كاليفورنيا، اتفاقية شراء طاقة لشراء طاقة كهربائية شمسية بأسعار تقل عن 3.68 سنت للكيلوواط الساعي، أقل حتى من الطاقة الكهرمائية. تكلف الطاقة الكهربائية المولدة من محطات التوليد الشمسية التي تعاقدت معها حديثا مدينة بالو ألتو في عام 2016 ما يقل بمقدار 2.22 سنتاً لكل كيلوواط ساعي عن كلفة الطاقة المنتجة من مفاعلات الطاقة النووية الكندية الموجودة، وتستمر أسعار الطاقة الشمسية في الهبوط. على كل الأحوال، فإن الطاقة الشمسية تمتلك عوامل قدرة منخفضة جداً بالمقارنة مع نظيرتها النووية، ولا يمكنها بلوغ حد بعيد في اختراق السوق قبل أن يصبح تخزين ونقل الطاقة (الباهظي الثمن) ضرورة لا بد منها.
استمرت العديد من الدول ومن بينها روسيا والصين وكوريا الجنوبية والهند في السعي إلى بناء محطات جديدة. على الصعيد العالمي، كانت 71 محطة نووية قيد الإنشاء في 15 دولة في يناير 2015، وفقاً لهيئة الطاقة الذرية. لدى الصين 25 مفاعلاً قيد الإنشاء ولكن وفقا لفريق بحث تابع للحكومة، فإن الصين يجب ألا تبني «الكثير من مفاعلات الطاقة النووية بسرعة كبيرة» لتفادي حدوث عجز في الوقود أو التجهيزات أو الأيدي العاملة المدربة. إن الاتجاه العالمي الحديث وفقاً للجمعية النووية العالمية سيكون نحو موازنة عدد محطات الطاقة النووية التي توضع في الخدمة مع عدد المحطات التي تُفكَّك.
تواجه الطاقة النووية في الولايات المتحدة منافسة بسبب الأسعار المنخفضة للغاز الطبيعي في أميركا الشمالية. قال جون رو المدير التنفيذي السابق لإكسيلون عام 2012 إن الاستثمار في محطات نووية جديدة في الولايات المتحدة «غير منطقي في الوقت الراهن» ولن يكون مجدياً اقتصادياً ما دامت هناك وفرة في الغاز الطبيعي. وجه حاكم نيويورك أندرو كومو لجنةَ نيويورك للخدمات العامة ليدرسوا إمكانية تقديم دعم حكومي للطاقة النووية ممول من قبل المستفيدين من شبكة الكهرباء (المستهلكين) بشكل مشابه لما يحدث في قطاع الطاقات المتجددة لتبقى المحطات النووية ربحيةً وفي المنافسة أمام الغاز الطبيعي.
وجدت دراسة عام 2019 أجرتها ذا إيكونوميك ثينك تانك دي آي دبليو أنّ الطاق النووية لم تكن مربحة في أي مكان في العالم.